# 悪童日記
『悪童日記』（あくどうにっき、仏: Le Grand Cahier）は、1986年に刊行されたアゴタ・クリストフの小説で、作者のデビュー作。戦時下の混乱を生きる双子の少年の姿を、彼らがノートに書き付けた作文という形式で、即物的な文体を用いて描いている。続編に当たる作品として『ふたりの証拠』（1988年）、『第三の嘘』（1991年）がある。

## あらすじ
戦時下のある国で、＜大きな町＞から母親が双子の子供を連れ、＜小さな町＞のはずれにある自分の実母の家を訪ねてくる。母親の家にはもう子供に食べさせるものがなく、「魔女」と呼ばれる自分の母親に子供を預けに来たのだった。この双子の祖母は子供に対しても容赦がなく、人並みに働かない限りは食事を一切あたえない。双子はやがて農作業を覚えて食事をもらうようになり、家に置かれていた唯一の本である聖書でもって独学で読み書きを覚え、互いに協力して様々な肉体的・精神的な鍛錬をする。時には盗みやゆすりも辞さず、家を間借りしている他国の性倒錯者の将校に助けられたり、隣人の兎口の少女を助けたりしながらも、双子は困難な状況を生き延びていく。
やがて町に＜解放者たち＞が進駐し、この国は他国の占領下に入る。終戦の間際に、双子の母親は子供たちを連れて亡命しようとするが、双子はそれを拒否してこの地に残ることを選び、そして押し問答の最中に投下された爆撃によって、母親は赤ん坊ともども命を落とす。双子は学校に行くことも拒否して祖母のもとで暮らし続け、祖母が脳卒中を起こすと、彼女の頼みを聞いて毒を飲ませてやる。そうするうちに二人のもとに彼らの父親が姿を現す。この国で迫害を受けている父親は亡命を望んでおり、双子は彼の頼みを聞き入れて国境を越える手引きをする。結果、父親は地雷原にかかって爆死するが、双子の一人は父親の死を利用して国境を越え、もう一人は祖母の家にもどり今までどおりの生活を再開する。

## 解題
作者アゴタ・クリストフはハンガリー出身で、ハンガリー動乱の際西側に亡命した人物である。この作品は最初からフランス語で書かれ、1986年2月にフランスのスイユ社から出版された。作者は同人誌に詩を発表したり、小劇団用の戯曲などの執筆経験はあったものの、小説を書いたのは初めてだった。
作中で示唆されているように、本作は双子の兄弟がノートに書き記した作文という形を取って、数ページの短い章を連ねる形で書かれている。人称は常に「ぼくら」で、結末に至るまで双子がそれぞれ区別されて書かれることはない。作中では双子の名前をはじめ、登場人物や土地の名前など固有名詞が伏せられており、またいつどこで起こった戦争かも明示されていないが、物語の内容や作者の経歴を考え合わせると、物語の舞台は第二次大戦下のブダペストを念頭においていることは明らかである。なお続編にあたる『ふたりの証拠』『第三の嘘』では双子の名前「リュカ」「クラウス」が明らかにされている。

## 映像化
2013年にヤーノシュ・サース監督によって実写映画化されている。